# Sigrid Valdis
Patricia Olson, dite Sigrid Valdis, est une actrice américaine d'origine suédoise, née le 21 septembre 1935 à Bakersfield (Californie) et morte le 14 octobre 2007 à Anaheim (Californie).
Elle est surtout connue pour avoir tenu le rôle de la secrétaire du colonel Klink dans la série télévisée Papa Schultz (Hogan's Heroes).

## Biographie
Le 16 octobre 1970, Sigrid Valdis épouse Bob Crane, l'acteur vedette de la série télévisée Papa Schultz, dans laquelle elle tourne également. Leur fils, Robert Scott Crane, naît un an plus tard et elle met alors un terme à sa carrière d'actrice.
Elle meurt en 2007 d'un cancer du poumon.

## Filmographie

### Cinéma
- 1962 : Two Tickets to Paris : Jeune femme (non créditée)
- 1965 : Les Inséparables (Marriage on the Rocks) de Jack Donahue : Kitty
- 1966 : Notre homme Flint de Daniel Mann : Anna

### Télévision

#### Séries télévisées
- 1964 : Haute Tension : Ruby
- 1965 : Les Mystères de l'Ouest : Miss Piecemeal
- 1965-1970 : Papa Schultz : Hilda / Gretchen

#### Téléfilms
- 1966 : The Mouse That Roared (téléfilm)